# Tommy Möbius
Tommy R. Möbius (* 9. März 1975 in Leipzig) ist ein deutscher Koch, Gastronom und war von Juli 2011 bis Ende Februar 2017 Küchenchef im Restaurant „Die Ente“ in Ketsch.

## Leben
Möbius verbrachte seine Kindheit in der DDR, wo seine Eltern einige Gaststätten und ein Ferienheim führten. Im Alter von 14 Jahren flüchtete er mit seinem Vater in die Bundesrepublik Deutschland. Seine Eltern führten auch in Köln wieder Gastronomiebetriebe. Tommy Möbius begann bei Axel Müller in einem kleinen Restaurant, das auf deutsch-mediterrane Küche spezialisiert war.
Später ging er für zwei Jahre zu Joachim Wissler ins „Restaurant Vendôme“ Grandhotel Schloss Bensberg. Er arbeitete auch bei Martin Scharff im „Landarthotel Wartenberger Mühle“ und bei Armin Karrer im „Weber’s Gourmet im Turm“.
2003 kam Möbius nach Österreich und fing als Souschef im Top-Restaurant „Fabios“ in Wien an. Dieses bekam unter seiner Führung im Jahr 2004 1 Michelin-Stern. Im selben Jahr erhielt Möbius auch die Auszeichnung „Newcomer 2004“, die der Gault-Millau und Uncle Ben’s jährlich verleihen.
Von 2006 bis 2011 war er Küchenchef im „Restaurant Bauer“, wo er sich wieder einen Michelin-Stern erarbeitete und jedes Jahr bestätigte.
Von Juli 2011 bis Ende Februar 2017 hatte er die Leitung der Gesamtkulinarik im Restaurant „Die Ente“ im SeeHotel Ketsch über. Im September 2011 wurde „Die Ente“ mit einem Michelin-Stern ausgezeichnet, der jedes Jahr und auch 2015 bestätigt wurde. 
Möbius ist für seine stetig puristisch bleibende Linie bekannt und hat sich durch Neuinterpretationen von klassischen österreichischen und deutschen Gerichten einen Namen gemacht.
Am 26. April 2017 eröffnete er mit seiner Frau den Feinschmeckertreff Möbius - lebensmittel.punkt im Zentrum der Schwetzinger Oststadt. Seit Ende 2023 ist er Betreiber des Restaurants Möbius in Schwetzingen, das aktuell (Stand 2025) mit 88 Punkten im Falstaff Gourmet Restaurant Guide gelistet ist.

## Sonstiges
Möbius arbeitet für das „Österreichische Wein Marketing“ und stellt seine Gerichte für Fotoserien, die weltweit publiziert werden, zur Verfügung.
2013 wurde Möbius zum Botschafter des traditionsreichen „Schwetzinger Meisterschuss“-Spargels ernannt.
Möbius gibt regelmäßig Kochkurse in der Rhein-Neckar-Region.

## Auszeichnungen
- 1 Stern im Guide Michelin
- 16 Punkte und 2 Hauben im Gault-Millau
- 94 Punkte im Falstaff Gourmet Restaurant Guide